# Ring Den Haag
De Ring Den Haag bestaat deels uit rijkswegen en provinciale wegen, maar is ook voor een deel opgebouwd uit Haagse stadswegen. Er is ook een kleinere binnenring, de Centrumring (s100): zoals de naam al zegt een ring om het centrum van Den Haag. De Ring Den Haag is door middel van stadsroutes verbonden met de Centrumring. De ring omvat delen van de gemeenten Den Haag, Westland, Rijswijk, Leidschendam-Voorburg en Wassenaar. De gemeente Den Haag zelf gebruikte in het verleden de term ‘Internationale Ring’, maar is overgestapt op de namen van de onderdelen: A4 Passage, Noordelijke Randweg, Noordwestelijke Hoofdroute en Zuidelijke Randweg. 

## Overzicht
De ring is in totaal 34 kilometer lang en in het hele traject zijn er veel verkeerslichten. De ring bestaat uit de volgende onderdelen:

### Stadsroute S200
- Den Haag
  - Lozerlaan (vanaf de kruising met de Nieuweweg/Escamplaan)
  - Ockenburghstraat
  - Kijkduinsestraat
  - Machiel Vrijenhoeklaan
  - Sportlaan
  - Segbroeklaan
  - President Kennedylaan
  - Johan de Wittlaan
  - Prof. B.M. Teldersweg
  - Hubertusviaduct
  - Hubertustunnel

### Provinciale weg N440
- Wassenaar
  - Landscheidingsweg

### Rijksweg N14
- Den Haag, Leidschendam-Voorburg
  - N14

### Rijksweg A4
- Den Haag, Rijswijk
  - A4 (van afrit 8 t/m afrit 12)

### Provinciale weg N211
- Wateringen
  - Wippolderlaan

- Den Haag
  - Lozerlaan (tot de kruising met de Nieuweweg/Escamplaan)

## Toekomst
In het verleden waren er verschillende plannen om de Noordwestelijke Hoofdroute deels te ondertunnelen. De Hubertustunnel werd reeds in 2008 geopend. Plannen voor tunnels voor de Sportlaan, de Segbroeklaan en de Johan de Wittlaan zijn overwogen maar hebben de eindstreep niet gehaald. Vanaf begin 2014 tot maart 2015 heeft de gemeente Den Haag in het kader van de Knelpuntenaanpak Noordwestelijke Hoofdroute veel overlegd met aanwonenden. In 2015 wordt gewerkt aan de uitwerking van deze plannen. Voor de westelijke randweg is eind 2013 gekozen voor het alternatief ‘ongelijkvloerse kruisingen'. De uitvoering hiervan vindt plaats na 2020, gekoppeld aan de uitwerking van de ongelijkvloerse kruising Lozerlaan - Erasmusweg uit het maatregelenpakket A4 Passage en Poorten & Inprikkers van de MIRT Verkenning Haaglanden.

## RING & Ring
Het rijk en de provincie geven de ring aan als "RING" (bijvoorbeeld "RING A4"); de gemeente Den Haag geeft hem aan als "Ring" (bijvoorbeeld "Ring S200").

## Andere ringwegen rond Den Haag
- De Centrumring (S100) is een kleine stadsring rond het centrum van Den Haag.
- De P-route is een parkeerring rond de oude binnenstad van Den Haag.

 Den Haag ·   ·  ·  · · ·  ·  ·  ·  ·  ·  

 Haagsche tunnels: Koningstunnel · Hubertustunnel · Victory Boogie Woogietunnel
Almelo · Almere · Alkmaar · Alphen aan den Rijn · Apeldoorn · Assen · Barendrecht · Bergen op Zoom · Den Haag · Dordrecht · Eindhoven · Enschede · Groningen · 's-Hertogenbosch · Hilversum · Hoofddorp · Houten · Leeuwarden · Oud-Beijerland · Parkstad Limburg · Sneek · Tilburg · Utrecht · Weert · Zoetermeer · Zwolle

Ringwegen geheel uitgevoerd als autosnelweg: Amsterdam · Rotterdam

Opgeheven: Maastricht